# Sim Visser

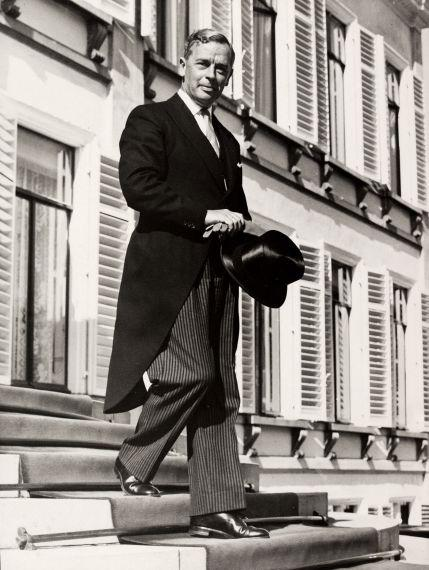
Sim Visser nach seiner Vereidigung als Verteidigungsminister (7. September 1959)

Simon „Sim“ Hendrik Visser (* 3. Januar 1908 in Eierland, Texel, Provinz Nordholland; † 13. April 1983 in Den Helder, Provinz Nordholland) war ein niederländischer Politiker der Volkspartij voor Vrijheid en Democratie (VVD), der von 1959 bis 1963 im Kabinett von Ministerpräsident Jan de Quay Verteidigungsminister war.
Seine Amtszeit war von Kritik hinsichtlich seiner Amtsführung geprägt. So kam es zu Spannungen in Niederländisch-Neuguinea, das unter hohem internationalem Druck im Oktober 1962 unter Verwaltung der Vereinten Nationen gestellt und anschließend im Mai 1963 auf Indonesien übertragen wurde. Auch mit den USA kam es zu Missverständnissen, nachdem er gegenüber US-Justizminister Robert F. Kennedy ein Selbstbestimmungsrecht der Papuas verneinte. Auch die von Harm van Riel geführte Fraktion der VVD in der Ersten Kammer der Generalstaaten entzog ihm deshalb zuletzt ihr Vertrauen. Später war er von 1967 bis 1973 Bürgermeister von Den Helder.

## Leben

### Studium, Verbandsfunktionär und Ministerialbeamter
Visser begann nach dem Besuch der Höheren Bürgerschulen in Arnhem und Utrecht 1927 ein Studium im Fach Tropische Landwirtschaft an der Reichshochschule für Landwirtschaft Wageningen (Rijks Landbouw-Hoogeschool), das er am 15. Februar 1933 abschloss. Danach studierte er dort 1933 für kurze Zeit auch Agrarwissenschaft, schloss dieses Studium jedoch nicht ab. 1933 wurde er Vize-Sekretär des Arbeitgeberverbandes VNW (Verbond van Nederlandsche Werkgevers) und behielt diese Funktion bis zum 1. Januar 1940. Vor Beginn des Zweiten Weltkrieges erhielt er 1939 als Wachtmeister der Artillerie seine Mobilisierung und leistete seinen Militärdienst bis zur deutschen Besetzung 1940. Am 1. Januar 1940 wurde er zunächst Wirtschaftssekretär und im Anschluss vom 1. Januar 1942 bis zum 1. Juli 1945 Leiter des Betriebsbüros der Hauptgruppe Industrie des Arbeitgeberverbandes VNW.
Nach Kriegsende übernahm Visser zwischen dem 2. Juli 1945 und dem 1. Februar 1946 die Funktion als Sekretär des Vorstandes des Chemie- und Pharmazieunternehmens N. V. Koninklijke Nederlandsche Gist- en Spiritusfabriek in Delft. Im Anschluss wechselte er ins Ministerium für Landwirtschaft, Fischerei und Lebensmittelversorgung und war dort vom 1. Februar 1946 bis zum 1. November 1947 amtierender Regierungskommissar für auswärtige Landwirtschaftsangelegenheiten. Am 1. November 1947 kehrte er zum Arbeitgeberverband zurück und war anfangs Allgemeiner Sekretär der Hauptgruppe Industrie sowie anschließend zwischen dem 1. Januar 1949 und dem 4. September 1959 Allgemeiner Sekretär des VNW. 1952 wurde er Mitglied der Volkspartij voor Vrijheid en Democratie (VVD) und gehörte dieser bis 1977 an.
Für seine Verdienste wurde Visser am 29. April 1955 zum Offizier des Ordens von Oranien-Nassau ernannt.

### Verteidigungsminister und Bürgermeister

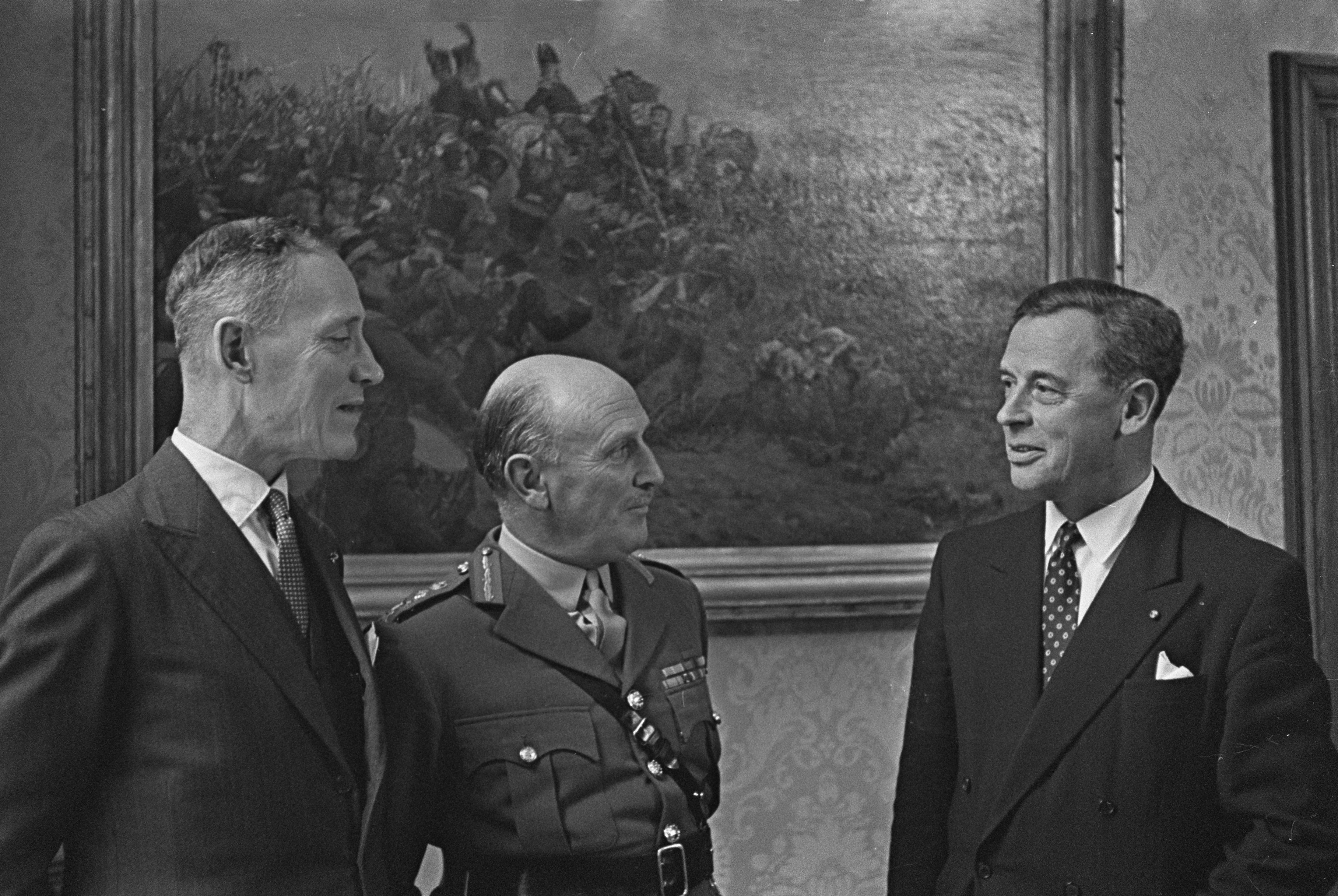
Verteidigungsminister Visser (rechts) beim Abschiedsbesuch von General Alfred Dudley Ward, Oberbefehlshaber der Britischen Rheinarmee (30. November 1959)

Nachdem Sidney J. van den Bergh am 1. August 1959 als Verteidigungsminister zurücktreten musste, nachdem eine Beziehung zu einer noch nicht geschiedenen Frau bekannt wurde, wurde Visser von Ministerpräsident Jan de Quay am 4. September 1959 zum neuen Verteidigungsminister (Minister van Defensie) ernannt. Zuvor hatte Ministerpräsident de Quay dieses Ministeramt vorübergehend selbst kommissarisch wahrgenommen. Das Amt des Verteidigungsministers bekleidete er bis zum 24. Juli 1963.
Seine Amtszeit war von Kritik hinsichtlich seiner Amtsführung geprägt. So kam es zu Spannungen in Niederländisch-Neuguinea, das unter hohem internationalem Druck im Oktober 1962 unter Verwaltung der Vereinten Nationen gestellt und anschließend im Mai 1963 auf Indonesien übertragen wurde. Auch mit den USA kam es zu Missverständnissen, nachdem er gegenüber US-Justizminister Robert F. Kennedy ein Selbstbestimmungsrecht der Papuas verneinte. Auch die von Harm van Riel geführte Fraktion der VVD in der Ersten Kammer der Generalstaaten entzog ihm deshalb zuletzt ihr Vertrauen, nachdem er den Ministerialbeamten F. H. van der Putten entlassen hatte.
Nach seinem Ausscheiden aus der Regierung wurde ihm am 27. Juli 1963 das Ritterkreuz des Ordens vom Niederländischen Löwen verliehen. Nachdem er vom 24. Juli 1963 bis zum 16. Dezember 1967 keine Ämter bekleidete, wurde Visser am 16. Dezember 1967 Nachfolger von G. D. Rehorst als Bürgermeister von Den Helder. Dieses Amt bekleidete er bis zum 1. Januar 1973 aus und wurde anschließend von Albert Pieter Jan van Bruggen abgelöst. Während dieser Zeit wurde er am 19. Februar 1968 zum Kommandeur des Ordens von Oranien-Nassau ernannt.
Aus seiner am 23. Juli 1934 geschlossenen Ehe mit Margaretha Catharina Kruijtbosch gingen drei Söhne und zwei Töchter hervor.